# Get Up and Jump
Get Up and Jump – piosenka amerykańskiego zespołu rockowego Red Hot Chili Peppers. Została ona wydana na singlu, który jest pierwszym w dyskografii grupy. Utwór został umieszczony jako czwarta ścieżka na ich debiutanckim albumie, The Red Hot Chili Peppers. Obecnie uznawana jest za jedną z najlepszych, pochodzących z tejże płyty. 
"Get Up and Jump" wraz z "Out in L.A." były pierwszymi piosenkami napisanymi przez Red Hot Chili Peppers. Grupa wykonywała je amatorsko, jeszcze przed podpisaniem umowy z wytwórnią.

## Singel
12" (1984)
1. "Get Up And Jump (Album)"
2. "Baby Appeal (Album)"